# Гренков, Александр Иванович
Александр Иванович Гренков (1839—1901) — духовный писатель, профессор Казанской духовной академии.

## Биография
Родился в Московской губернии в 1839 году в семье священника.
Окончил Вифанскую духовную семинарию (1858) и Московскую духовную академию, получив в 1862 году степень магистра богословия за сочинение, посвящённое Соборам Русской церкви XVII века.
С 20 ноября 1862 года – бакалавр кафедры нравственного богословия Казанской духовной академии; также преподавал пастырское богословие и гомилетику. При открытии в академии кафедры педагогики, 7 ноября 1867 года был назначен экстраординарным профессором кафедры. С 24 июля 1869 года занял объединённую кафедру нравственного богословия и педагогики, а с 1884 года — отдельную кафедру нравственного богословия. С 27 сентября 1885 года также преподавал французский язык. Одновременно, с 1864 по март 1867 года был помощником инспектора академии архимандрита Вениамина (Быковского), а затем, до июня 1868 года — секретарём внешнего правления и конференции Казанской духовной академии.
Также в Казани он преподавал: русский язык в Мариинской женской гимназии (1867–1871) и педагогику в Родионовском институте благородных девиц (1874–1886).
С 1885 года был членом епархиального училищного совета (в 1886–1889 гг. – делопроизводитель в нём).
В 1899 году вышел в отставку. Умер 13 (26) мая 1901 года. Был похоронен в селе Грибаново Волоколамского уезда, где спустя год был погребён и его отец, протоиерей Иоанн Гренков.

## Литературно-научная деятельность
В первые годы работы в Казанской духовной академии из фрагментов сочинений отцов церкви, посвящённых апостолам, праведным Иоакиму и Анне, Марии Магдалине, составил своеобразную хрестоматию по нравственному богословию («Сказания о мучениках христианских, чтимых Православной Кафолической Церковью». — Казань, 1865–1867. 2 т.; «Сказания о святых христианских, чтимых Православной Кафолической Церковью». — Казань, 1866) — многие тексты ранее на русском языке не публиковались и были приведены в переводе Гренкова со ссылками на латинские патрологические издания.
Изучив историю нравственного богословия и его преподавания в России и Европе, он составил подробный обзор и анализ книг и учебников по нравственному богословию: «Первоначальное происхождение науки о христианском нравоучении и краткая её история» // Православный собеседник. — 1875. — Ч. 1; «Нравственно-богословские этюды» (Казань, 1875. — 47 с.). Им было проведено исследование истории нравственного богословия в Германии: «Главные направления немецкого богословия XIX в.». — Вып. 1: «От Шлейермахера до Штрауса» (Казань, 1882. — VIII, 248 с.), в котором Гренков доказывал, что огромное и, по его мнению, положительное влияние на протестантские этические концепции оказала немецкая классическая философия и считал необходимым применение исторического метода как в нравственном, так и в пастырском богословии.
В 1870 году он вёл в журнале «Православный собеседник» рубрику «Современная летопись», опубликовал более 20 рецензий на монографии и диссертации. в числе его публикаций в этом журнале: «Определения Московского Собора 1666-67 гг.» (1863. Ч. 2. Май. — С. 3—40; Ч. 3. Сентябрь. — С. 3—44; Ноябрь. — С. 211—261; Декабрь. — С. 348—371); «Определение Московского Собора 1675 г.» (1864. Ч. 1. Апрель. — С. 416—446); «Учение разума о началах нравственности перед судом христианского нравоучения» (1865. Ч. 1. Апрель. — С. 243—289); «Соборы русской Церкви, бывшие по поводу исправления церковно-богослужебных книг» (1870. Ч. 3. Сентябрь. — С. 71—82); «Закон Божий как школьный предмет обучения» (1873. Ч. 1. Апрель. — С. 536—570; Ч. 3. Декабрь. — С. 548—562); «Религиозный кризис в Западной Европе» (1874. Ч. 1. Март. — С. 328—346); «Церковь и школа: Исторический очерк западноевропейских идей по вопросу об отделении школы от Церкви» (1875. Ч. 3. Ноябрь/Декабрь. — С. 300—353); «Независимая мораль: К характеристике современного состояния нравоучения во Франции» (1885. Ч. 2. Май. — С. 97—124; Июнь. — С. 212—235); «Идеи и факты педагогики с точки зрения богословствующего педагога» (1888. Ч. 1. Февраль. — С. 193—214; Апрель. — С. 574—595; Ч. 2. Август. — С. 404—435).
Ему также принадлежат сочинения: «Место и значение святых Божиих людей в истории и жизни Христианской Церкви» (Казань, 1866); «Река Иордан и её окрестности» (Казань, 1889). Вместе с Н. Ивановским он перевёл книгу Г. Ульрици «Бог и природа» (Казань : В Унив. тип., 1867—1868. Т. 1-2).